# ألفونسو جونسون
ألفونسو جونسون (بالإنجليزية: Alphonso Johnson)‏ هو عازف باس أمريكي، ولد في 2 فبراير 1951 في فيلادلفيا في الولايات المتحدة.

## وصلات خارجية
- الموقع الرسمي
- ألفونسو جونسون على موقع IMDb (الإنجليزية)
- ألفونسو جونسون على موقع ميوزك برينز (الإنجليزية)
- ألفونسو جونسون على موقع أول ميوزيك (الإنجليزية)
- ألفونسو جونسون على موقع ديسكوغز (الإنجليزية)